# Luftangriffe auf Stuttgart

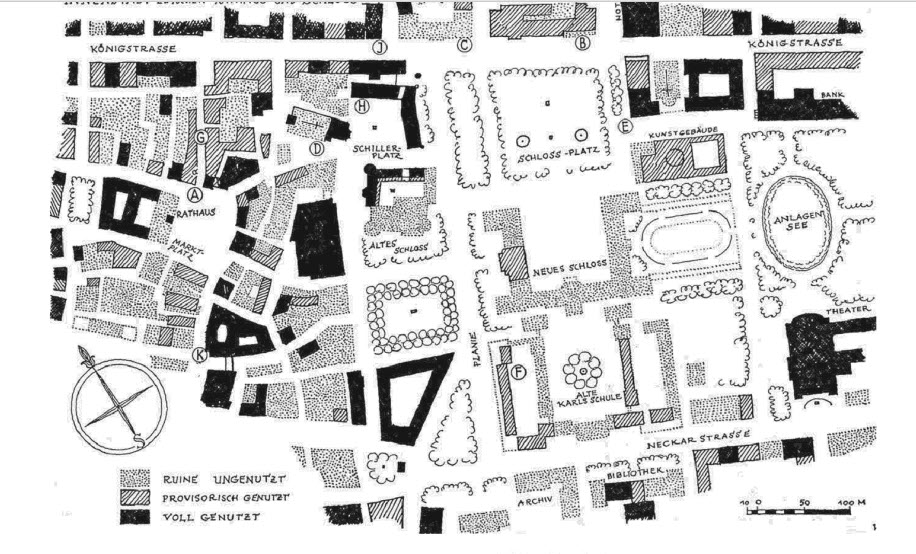
Skizze der Zerstörungen in der Stuttgarter Innenstadt

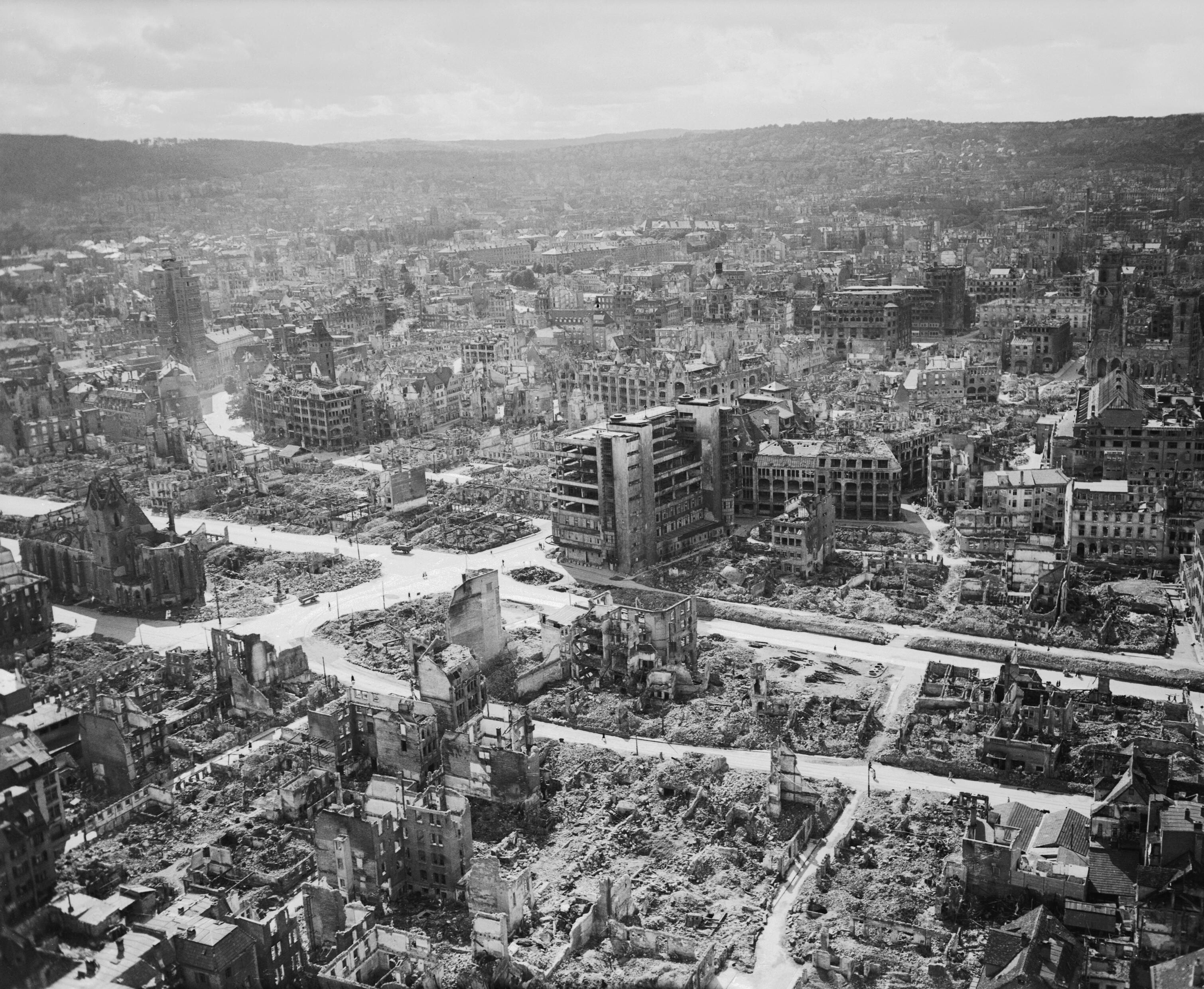
Luftbild des zerstörten Stuttgarter Stadtzentrums (Aufnahme der britischen RAF)

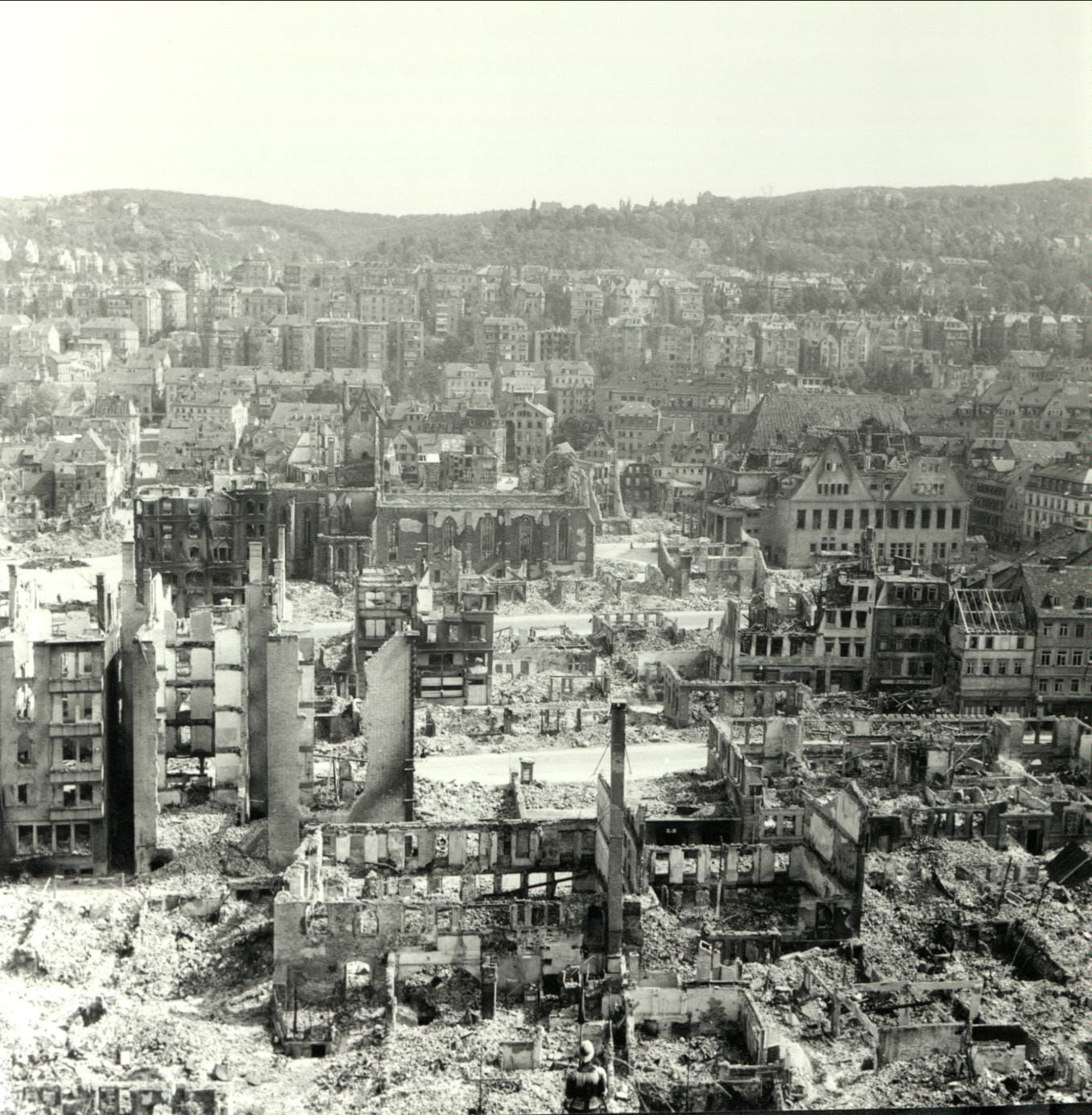
Zerstörtes Leonhardsviertel am 22. August 1944

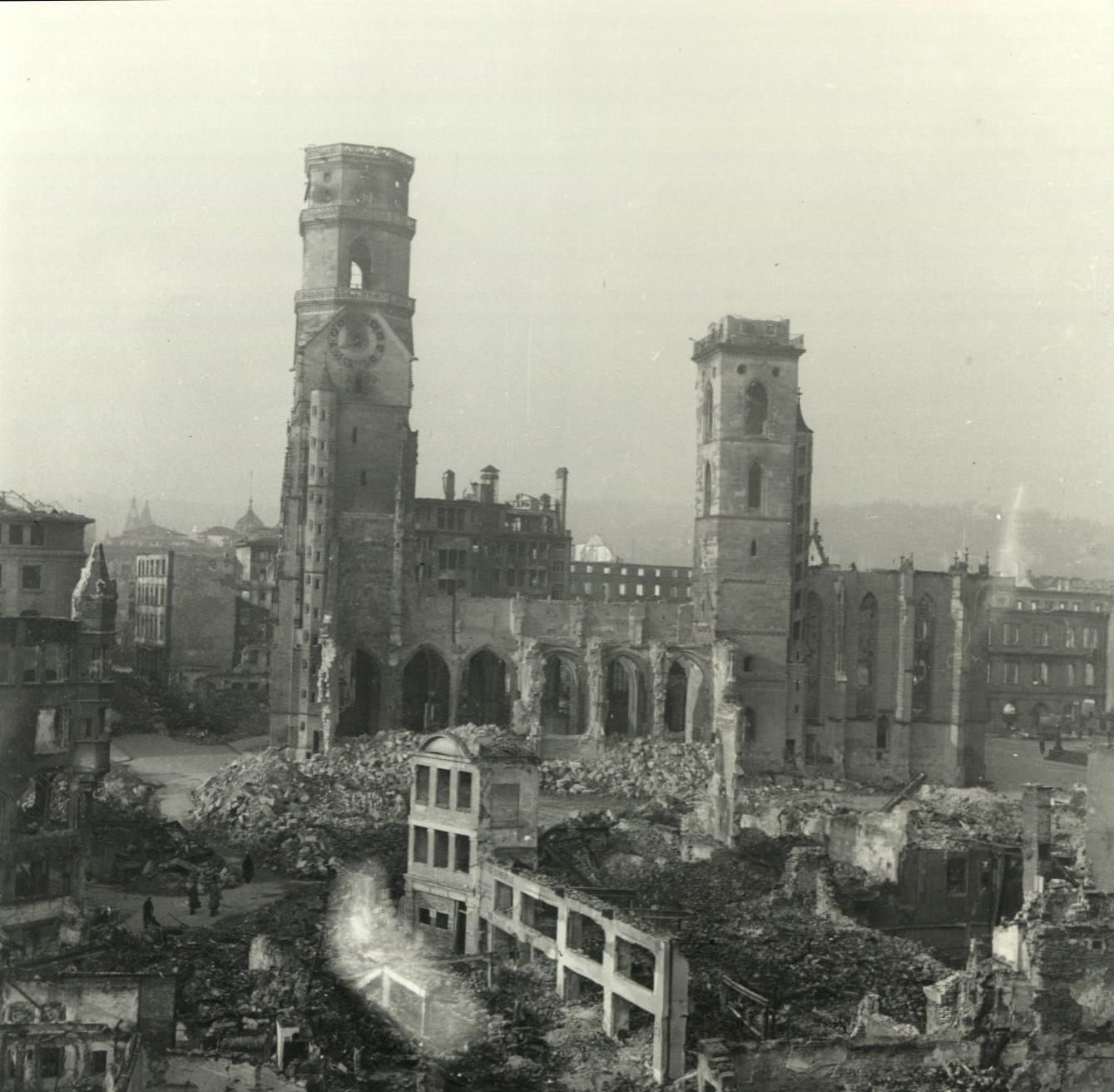
Stiftskirche (1944)

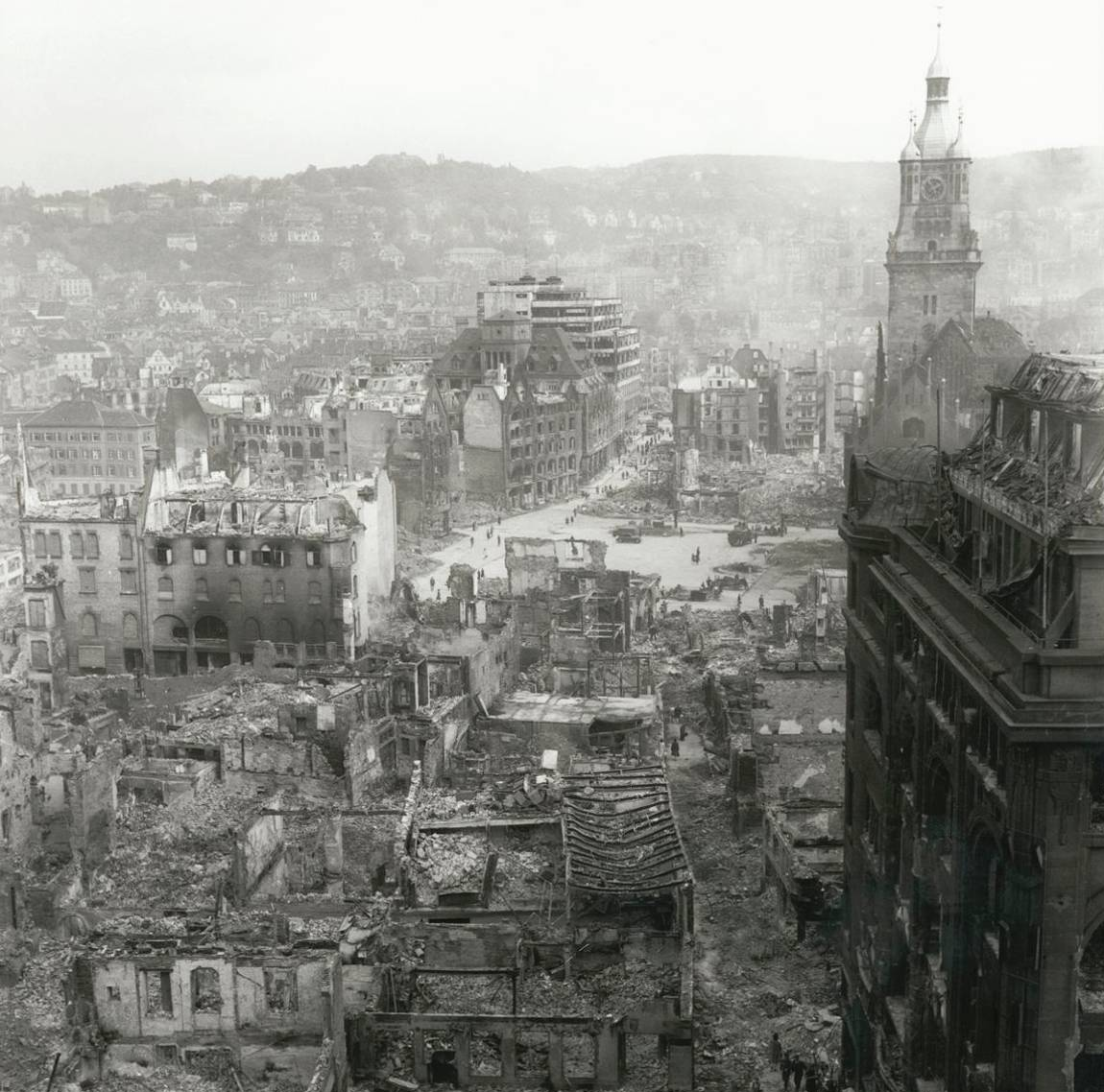
Zerstörter Marktplatz am 1. November 1944

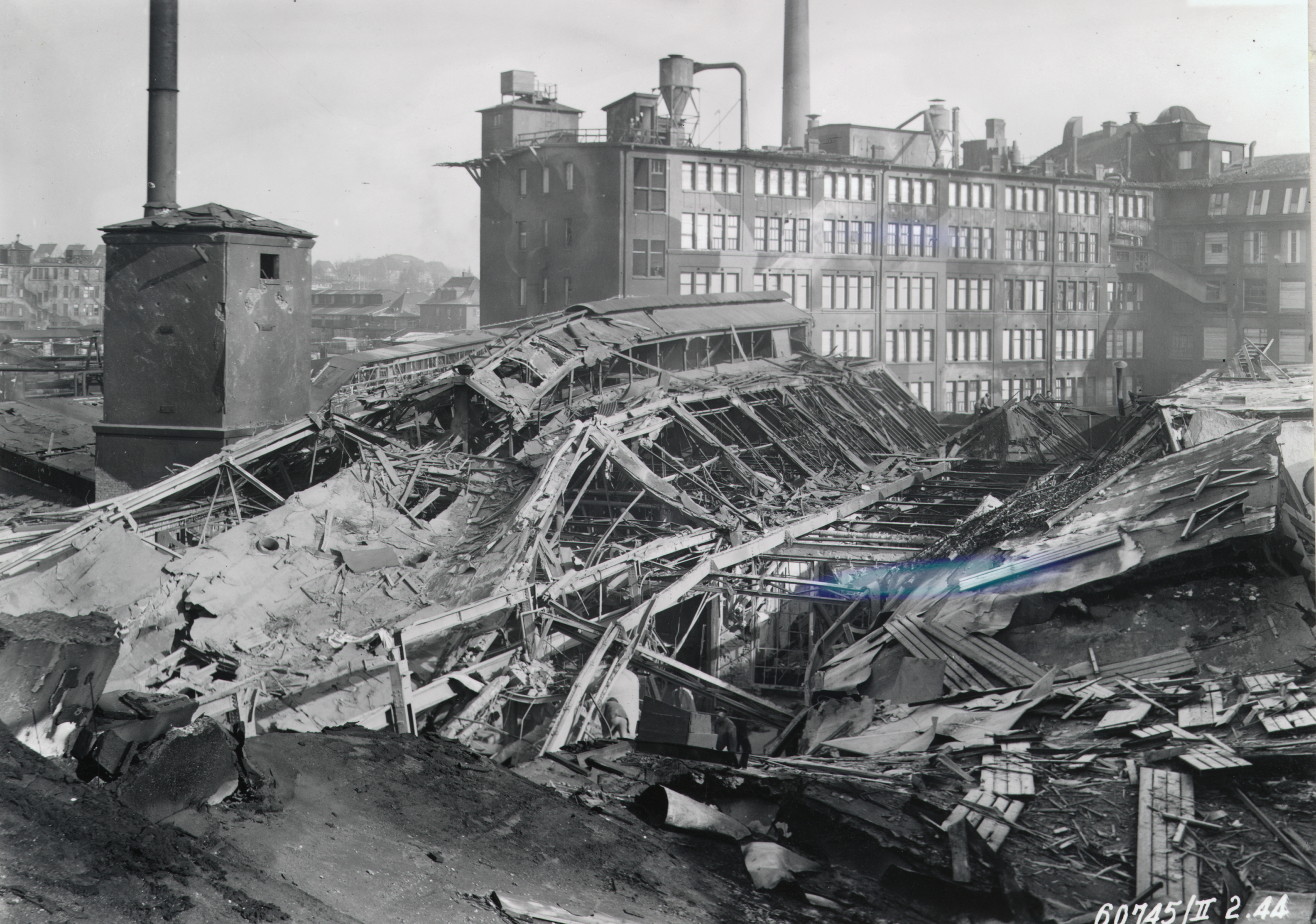
Bosch-Werk Feuerbach, zerstörtes Metallwerk nach Bombenangriff, 1944

Bei den Luftangriffen auf Stuttgart wurde während des Zweiten Weltkrieges die württembergische Hauptstadt Stuttgart schwer getroffen. Bei 53 Angriffen kamen 4562 Menschen ums Leben, darunter 770 Ausländer, von denen der größte Teil Zwangsarbeiter waren. Der schwerste Luftangriff in der Nacht des 12. September 1944 durch die britische Royal Air Force, bei dem im Stuttgarter Talkessel ein Feuersturm entstand, forderte 957 Opfer.
Die Angriffe wurden von Einheiten der Royal Air Force (RAF) und den United States Army Air Forces (USAAF) geflogen. Speziell das Flächenbombardement ziviler Ziele (Innenstadt, Wohngebiete und andere) durch die RAF erfolgte aufgrund der vom britischen Luftfahrtministerium (Air Ministry) am 14. Februar 1942 erteilten „Area Bombing Directive“.
Insgesamt 39.125 Gebäude wurden zerstört oder beschädigt, was 57,5 Prozent der Bausubstanz entsprach. Die Innenstadt war hierbei mit einem Zerstörungsgrad von 68 Prozent der Gesamtbausubstanz am schwersten betroffen.

## Strategische Bedeutung und Angriffsziele
Im Großdeutschen Reich stand Stuttgart im Mai 1939 mit über 458.000 Einwohnern auf Rang 14 der Liste der größten deutschen Städte, wobei Breslau und Wien mit berücksichtigt sind.
Die Stadt war bereits damals Standort bedeutender Industriebetriebe. Vor allem die kriegswichtigen Werke von Daimler-Benz und Bosch waren primäre Ziele, aber auch kleinere Unternehmen wie die Hirth-Motorenwerke und das Karosseriewerk Reutter dienten der Rüstungsproduktion.

## Übersicht
| Datum                                  | Schwerpunkte                                               | Opfer                                   | Angreifende Bomber                             |
| -------------------------------------- | ---------------------------------------------------------- | --------------------------------------- | ---------------------------------------------- |
| 25. August 1940 00:16 bis 01:24 Uhr    | Gaisburg, Untertürkheim                                    | 4 Tote, 5 Verwundete                    | ca. 20                                         |
| 2. Oktober 1940 00:28 bis 01:34 Uhr    | Schloss Solitude                                           | keine                                   | ca. 1                                          |
| 8. November 1940 21:16 bis 24 Uhr      | Gaisburgstraße, Alexanderstraße                            | 3 Verwundete                            | ca. 20                                         |
| 5. Mai 1942 00:33 bis 02:43 Uhr        | Zuffenhausen, Bad Cannstatt                                | 13 Tote, 37 Verwundete                  | 120, von denen 34 die Stadt erreichten         |
| 6. Mai 1942 01:51 bis 01:53 Uhr        | Kräherwald                                                 | keine                                   | 77 Bomber, von denen einer die Stadt erreichte |
| 29. August 1942 01:45 Uhr              | Brauerei Dinkelacker                                       | keine                                   | 1                                              |
| 22. November 1942 21:30 bis 22:45 Uhr  | Vaihingen, Rohr, Möhringen, Hauptbahnhof                   | 28 Tote, 71 Verwundete                  | 222, von denen 191 die Stadt erreichten        |
| 11. März 1943 22:46 bis 23:50 Uhr      | Vaihingen, südliches Stadtgebiet, Kaltental                | 112 Tote, 386 Verwundete                | 314, von denen 279 die Stadt erreichten        |
| 15. April 1943 00:42 bis 01:52 Uhr     | Bad Cannstatt, Münster, Mühlhausen                         | 619 Tote, 703 Verwundete                | 462, von denen 393 die Stadt erreichten        |
| 17. April 1943 01:10 Uhr               | Rosenbergstraße über dem Rosenbergplatz                    | 1 Toter, 58 Verwundete                  | Notwurf eines brennend abstürzenden Bombers    |
| 6. September 1943 10:44 bis 11:10 Uhr  | Kanzlei-, Breitscheid-, Falkert-, Rosenberg-, Schwabstraße | 107 Tote, 165 Verwundete, 1 Vermisster  | ca. 150                                        |
| 8. Oktober 1943 00:02 bis 00:53 Uhr    | Hegelplatz, Liederhalle, Tübinger Straße, Degerloch        | 101 Tote, 300 Verwundete, 3 Vermisste   | 342 Lancasters                                 |
| 26. November 1943 20:25 bis 21:12 Uhr  | Bad Cannstatt, Untertürkheim, Daimler-Benz-Werke           | 31 Tote, 156 Vermisste                  | 178, wovon 162 die Stadt erreichten            |
| 21. Februar 1944 03:57 bis 05:09 Uhr   | Bad Cannstatt, Feuerbach                                   | 159 Tote, 977 Verwundete, 1 Vermisster  | 598, von denen 552 die Stadt erreichten        |
| 25. Februar 1944 14:25 bis 15 Uhr      | Industriegebiet Pragstraße                                 | 10 Tote, 46 Verwundete                  | 15                                             |
| 2. März 1944 02:57 bis 04:01 Uhr       | Innenstadt, Neues Schloss, Bad Cannstatt, Viadukt          | 121 Tote, 510 Verwundete, 4 Vermisste   | 557                                            |
| 15./16. März 1944 23:10 bis 00:13 Uhr  | Innenstadt, Akademie, Vaihingen, Möhringen                 | 88 Tote, 203 Verwundete                 | 863                                            |
| 16. Juli 1944 10:09 bis 10:25 Uhr      | Bad Cannstatt, Winterhalde, Remstalbahn und Gäubahn        | 42 Tote, 94 Verwundete                  | ca. 100                                        |
| 21. Juli 1944 11:04 bis 11:12 Uhr      | Zuffenhausen, Hirth-Motorenwerke                           | 31 Tote, 29 Verwundete                  | 25                                             |
| 25. Juli 1944 01:35 bis 02:10 Uhr      | Stadtzentrum                                               | 884 Tote, 1916 Verwundete, 14 Vermisste | 614                                            |
| 26. Juli 1944 01:38 bis 02:35 Uhr      | Innenstadt                                                 | 884 Tote, 1916 Verwundete, 14 Vermisste | 550                                            |
| 28. Juli 1944 01:22 bis 01:50 Uhr      | Nordbahnhofgegend                                          | 884 Tote, 1916 Verwundete, 14 Vermisste | 30, von denen 27 die Stadt erreichten          |
| 29. Juli 1944 01:48 bis 02:30 Uhr      | Innenstadt, Feuerbach, Botnang, Ostheim, Gablenberg        | 884 Tote, 1916 Verwundete, 14 Vermisste | 496                                            |
| 5. September 1944 11:15 bis 11:54 Uhr  | Daimler-Benz-Werke, Untertürkheim, Wangen                  | 37 Tote, 70 Verwundete                  | ca. 200                                        |
| 10. September 1944 11:21 bis 11:40 Uhr | Zuffenhausen, Feuerbach, Stammheim                         | 28 Tote, 113 Verwundete                 | 200                                            |
| 12. September 1944 22:59 bis 23:30 Uhr | Innenstadt, westlicher Stadtteil                           | 957 Tote, 1600 Verwundete, 14 Vermisste | 217, von denen 211 die Stadt erreichten        |
| 3. Oktober 1944 22:01 Uhr              | Fasanengarten bei Weilimdorf                               | keine                                   | 1 Mosquito-Schnellbomber                       |
| 14. Oktober 1944 04:35 bis 04:56 Uhr   | Zuffenhausen                                               | 2 Tote, 40 Verwundete                   | ca. 3                                          |
| 19. Oktober 1944 20:25 bis 21:10 Uhr   | Bad Cannstatt, Gaisburg                                    | 338 Tote, 872 Verwundete, 38 Vermisste  | 583                                            |
| 20. Oktober 1944 00:55 bis 01:38 Uhr   | Bad Cannstatt, Gaisburg                                    | siehe vorheriger Angriff                |                                                |
| 5. November 1944 20 bis 20:30 Uhr      | Bad Cannstatt, Münster                                     | 24 Tote, 46 Verwundete                  | 65                                             |
| 5. November 1944 23:32 bis 23:48 Uhr   | Bad Cannstatt, Münster                                     | siehe vorheriger Angriff                | ca. 100                                        |
| 21. November 1944 19:10 bis 19:16 Uhr  | Südliches Stadtgebiet                                      | 1 Toter, 1 Verwundeter                  | ca. 20 bis 30                                  |
| 26. November 1944 01:57 bis 02:08 Uhr  | Bad Cannstatt, Bahnhof, Postamt                            | 10 Verwundete                           | 1 bis 2                                        |
| 4. Dezember 1944 14:58 Uhr             | Hofen                                                      | 1 Toter, 2 Verwundete                   | 1                                              |
| 9. Dezember 1944 12:25 bis 13:15 Uhr   | Bad Cannstatt, Bahnanlagen                                 | 24 Tote, 55 Verwundete                  | ca. 350                                        |
| 11. Dezember 1944 11:51 bis 11:52      | Untertürkheim                                              | 3 Tote, 11 Verwundete                   | 4                                              |
| 7. Januar 1945 21:49 Uhr               | Feuerbach                                                  | keine                                   | unbekannt                                      |
| 20. Januar 1945 11:50 bis 12:05 Uhr    | Bad Cannstatt, Bahngelände, Deckerstraße                   | 1 Toter, 12 Verwundete                  | ca. 30                                         |
| 21. Januar 1945 12:58 bis 13 Uhr       | Münster, Hofen                                             | keine                                   | 12                                             |
| 28. Januar 1945 20:35 bis 20:54 Uhr    | Feuerbach, Bosch-Werke                                     | 119 Tote, 78 Verwundete, 4 Vermisste    | 226, von denen 186 die Stadt erreichten        |
| 28. Januar 1945 23:30 bis 23:48 Uhr    | Weilimdorf, Botnang                                        | 119 Tote, 78 Verwundete, 4 Vermisste    | 376, von denen 353 die Stadt erreichten        |
| 1. Februar 1945 19:37 Uhr              | Bad Cannstatt, Flandernstraße                              | 13 Verwundete                           | unbekannt                                      |
| 12. Februar 1945 19:30 bis 19:46 Uhr   | Schwarenbergstraße, Bad Cannstatt                          | 68 Tote, 139 Verwundete, 3 Vermisste    | ca. 30                                         |
| 3. März 1945 14:32 bis 14:42 Uhr       | Panoramastraße, Jägerstraße                                | 1 Toter, 1 Verwundeter                  | 6 bis 8                                        |
| 4. März 1945 10:20 bis 10:28 Uhr       | Bad Cannstatt, westlicher Stadtteil                        | 50 Tote, 135 Verwundete, 3 Vermisste    | 30 bis 50                                      |
| 9. März 1945 15:02 bis 15:05 Uhr       | Bad Cannstatt, Bahnanlagen                                 | 4 Verwundete                            | 12 bis 16                                      |
| 17. März 1945 21:02 Uhr                | Feuerbach, Fahrionstraße                                   | 6 Tote, 11 Verwundete                   | 1                                              |
| 25. März 1945 07:55 Uhr                | Weilimdorf                                                 | keine                                   | 2                                              |
| 25. März 1945 13:35 bis 13:37 Uhr      | Stammheim, Zuffenhausen                                    | 3 Tote, 4 Verwundete                    | 8                                              |
| 1. April 1945 07:17 bis 09:45 Uhr      | Weilimdorf                                                 | 2 Tote, 16 Verwundete                   | 8                                              |
| 19. April 1945 22:12 Uhr               | Pragstraße                                                 | 1 Toter, 7 Verwundete                   | 1                                              |

## Großangriffe im Juli und September 1944
Die verheerendsten Luftangriffe auf Stuttgart erfolgten im Juli und September 1944. Durchgeführt wurden die Angriffe durch die No. 5 Bomber Group auf Befehl von Luftmarschall Arthur Harris. Die britische No. 5 Bomber Group war eine auf das systematische Abbrennen ziviler Flächenziele spezialisierte Einheit des britischen Bomber Command, die unter anderem für die Flächenbombardements auf Dresden, Darmstadt, Kassel, Braunschweig, Pforzheim, Hamburg und Hanau verantwortlich war. Die Einheit wandte eine Kombination von Spreng- und Brandbomben an. Diese Kombination führte im militärischen Optimalfall zu einem Feuersturm. Das Feuer vervielfachte dabei die Schäden der als Verursacher eingesetzten Spreng- und Brandbomben.

## Ablauf der Luftangriffe

### Vorbereitung
Die genaue Auswahl der zu bombardierenden Stadtteile wurde anhand von Luftbildern, Bevölkerungsdichtekarten und Brandversicherungskatasterkarten getroffen. Die Katasterkarten waren durch deutsche Feuerversicherungen bei britischen Rückversicherungsgesellschaften vor dem Krieg hinterlegt worden. Die Stuttgarter Innenstadt wurde als Kerngebiet des Angriffs ausgewählt, da hier der Holzanteil an der Gesamtbaumasse am höchsten war. Damit stellte sie zum Entzünden eines Feuersturms in Stuttgart das optimale Kernzielgebiet dar.
Vor dem Bombardement wurde das Zielgebiet von Mosquito-Schnellbombern durch rote und grüne Markierungskörper (sogenannte Christbäume) abgegrenzt. Dies wurde überwacht durch einen in großer Höhe fliegenden Masterbomber, der über Funk mit den Markierungsfliegern verbunden war. Dann überprüfte der Masterbomber auf einer tieferen Flugbahn nochmals das Stuttgarter Zielgebiet, legte die exakten Anflughöhen fest und gab den Angriff frei.

### Bombardement
Die erste Angriffsserie vom Juli 1944 begann am 25. Juli und endete am 29. Juli 1944. Das Zielgebiet der Angriffe auf Stuttgart stellte im Wesentlichen das dichtbesiedelte Stadtzentrum in der Talkessellage – insbesondere die mittelalterliche Altstadt – dar. Das Bombardement lief meist wie folgt ab: Zuerst wurden tausende Sprengbomben sowie mehrere hundert Luftminen abgeworfen. Durch die Druckwellen der Explosionen wurden die Dächer aufgerissen. Danach wurden tausende Elektron-Thermitstäbe über dem Zielgebiet abgeworfen, die durch die die aufgerissen Dachstühle auf die (meist hölzernen) Dachböden der Häuser fielen und diese in kurzer Zeit in Brand setzten. Viele brennende Dachstühle in Häuserreihen wurden schnell zu Großbränden; hinunterfallende brennende Dachstuhlbalken setzten auch Stockwerke darunter und Treppenhäuser mit Holztreppen in Brand. Ob sich so ein Feuersturm entwickelt, hängt insbesondere von der Gesamtwetterlage und der Windrichtung ab. Bei der ersten Angriffsserie gelang es den Angreifern nicht, einen Feuersturm zu verursachen, um die Wirkung der Bomben zu multiplizieren. Sie warfen bei dieser ersten Serie rund 5200 Sprengbomben und fast 70.000 Brandbomben über Stuttgart ab. Dies gelang erst beim Großangriff am 12. September 1944. In dieser Nacht zwischen 22:59 und 23:30 Uhr warf die britische No. 5 Bomber Group 75 Luftminen, 4300 Sprengbomben und 180.000 Elektron-Thermitstäbe über einem schmalen Areal im Gebiet der Gegend um die Hegel-, Hölderlin- und Schwabstraße sehr zielgenau ab. Das so verursachte Großfeuer breitete sich in hoher Geschwindigkeit aus und wurde zu einem Feuersturm. Dieser vernichtete ein fünf Quadratkilometer großes Stadtgebiet im Stuttgarter Talkessel.

## Folgen
Bei den Angriffen wurden rund 4500 Menschen getötet und 8908 Menschen verwundet. 85 Menschen blieben vermisst.